# Українська федерація хокею з м'ячем та рінк-бенді
Українська федерація хокею з м'ячем та рінк-бенді (УФХМР) — організація, яка займається проведенням на території України змагань з хокею з м'ячем. Заснована у 2007 році, член FIB з 2008 року. Федерація займається розвитком хокею з м’ячем в Україні, організовує національні, місцеві та міжнародні змагання на території України та відповідає за формування та участь в змаганнях національної та юнацької збірних. 
Під егідою УФХМР проходять чемпіонати України.
Перший чемпіонат пройшов у 2012 в Сєвєродонецьку (Луганської області) на центральному стадіоні міста в один день, і в ньому взяли участь 4 команди: ХК «Сєвєродонецьк», «Азот» (Сєвєродонецьк), «Авангард» (Буди) та «Дніпро» (Дніпропетровськ). 
Чемпіонами країни за цей час ставали чотири клуби: «Дніпро» (Дніпро) — 2014, 2016, «Азот» (Сєвєродонецьк) — 2012, «Авангард» (Буди) — 2013 та «Динамо» (Харків) — 2015.
Найвище місце національної збірної на чемпіонатах світу — 11-е в 2016.
Юнацька збірна України бере участь в чемпіонатах світу U15 та U17.

## Структурні підрозділи Федерації
- Дніпропетровська обласна федерація (в неї входять Дніпровська та Жовтоводська міські організації)
- Харківська обласна федерація
- Луганська обласна федерація (у тому числі Сєвєродонецька міська організація)
- Київська міська федерація

Члени виконкому УФХМР: Бабенко С. Б. (президент УФХМР), Бабенко Г. М. (виконавчий секретар), Кузьмін В. Є. (голова Дніпропетровської обласної федерації), Лозовой А. С., Зуєнко А. О. (голова Луганської обласної федерації), Зюзь Д. М. (голова Київської міської організації).